# Kammarvatten
Kammarvatten, även kallat kammarvätska och humor aquosus, är en vattenklar, ofärgad vätska som finns i ögat, särskilt i främre ögonkammaren (mellan hornhinnan och linsen).
Förutom att fylla ut främre delen av ögat och ge hornhinnan rätt form samt bidra till ögats ljusbrytning försörjer kammarvattnet cellerna i hornhinnan och linsen med näringsämnen. Den innehåller också komponenter i immunförsvaret som skyddar mot infektion.
Balansen mellan bildning och avflöde av kammarvatten bestämmer ögats tryck.

## Bildning och sammansättning
Kammarvattnet bildas genom att vatten med lösta ämnen filtreras ut från blodet i ciliarkroppen (strålkroppen) på baksidan av iris. Aktiv transport av vissa ämnen bidrar också. Vid bildningen medverkar enzymet karbanhydras. Kammarvätskans sammansättning och renhet garanteras genom att cellerna i ciliarkroppen bildar en barriär (jämför blod-hjärnbarriären), som noga garanterar att kammarvätskan har rätt sammansättning.

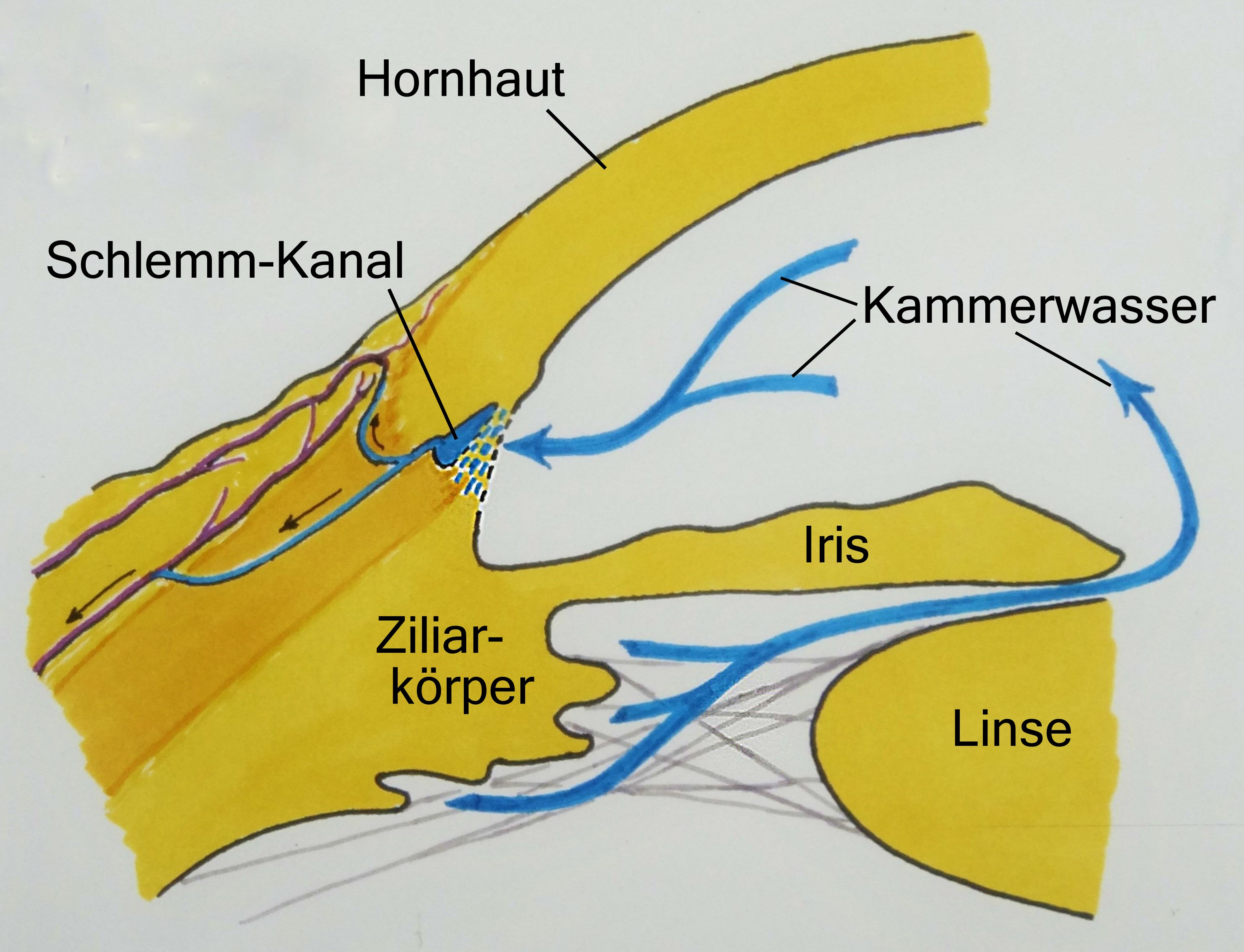
Kammarvätskans cirkulation.

Ett mänskligt öga bildar 3 – 9 ml kammarvätska per dygn.
Kammarvätskans sammansättning liknar blodplasmans med två undantag: halten av protein i kammarvätskan är mycket lägre än i blodet, och halten av askorbinsyra är högre.  Proteinhalten är 1/200 av blodplasmans och askorbinsyrahalten 20 gånger blodplasmans. Askorbinsyran bidrar troligen till att skydda hornhinna och lins från oxidativ skada av UV-ljus. Laktat och klorid är något högre och glukos något lägre än i blodplasma. Laktatet kommer troligen från anaerob metabolism i hornhinna och lins. Syrgas finns löst i kammarvätskan.

## Kammarvätskans cirkulation
Efter att ha bildats i ciliarkroppen strömmar kammarvätskan genom pupillen ut i främre ögonkammaren. I vinkeln mellan iris och hornhinnan, den s.k. kammarvinkeln, tränger kammarvattnet ut i den lite porösa vävnaden här, och når den s.k. Schlemms kanal. Denna går i en cirkel längs hela kammarvinkeln och är uppbyggd som en tunnväggig ven. Från Schlemms kanal fortsätter vätskan till ett nätverk av små vener i senhinnan (sclera) och kommer så tillbaka till blodomloppet.

## Sjukdomar
Vid glaukom är oftast trycket i ögat förhöjt. Vid den vanligaste formen, kroniskt öppenvinkelglaukom, vet man att trycksänkning förbättrar prognosen, men sambandet mellan tryck och skadan på näthinnan är fortfarande oklart. Vid den mer ovanliga formen akut trångvinkelglaukom är vinkeln mellan iris och hornhinna så liten att de kan lägga sig mot varandra, varvid avflödet helt blockeras, och trycket stiger kraftigt, vilket ger smärta och synnedsättning; ett tillstånd som fordrar akut behandling.
Vid undersökning av ögat mäts trycket med tonometri.
En gammal trycksänkande behandling är ögondroppar som får pupillen att dra ihop sig (miotica, t.ex. pilokarpin). Dragningen i vävnaden vid Schlemms kanal ökar troligen avflödet. Avflödet kan också förbättras genom operativa ingrepp i kammarvinkeln. Vidare kan bildningen av kammarvätska minskas med hjälp av ögondroppar med betablockerare eller med läkemedel som hämmar karbanhydras (acetazolamid).
Vid inflammation i ögat (irit, uveit) ökar proteinhalten i kammarvätskan, och en smal ljusstråle genom främre ögonkammaren syns då som en s.k. ljusväg (jämför solstråle i dammig luft). Detta är också en viktig undersökningsmetod.